# Орехов, Юрий Григорьевич
Юрий Григорьевич Орехов (20 апреля 1927, Тула — 18 июля 2001, Москва) — советский скульптор, Народный художник РСФСР (1988); Лауреат Ленинской (1984) и Государственной премий СССР (1982), Премии Президента Российской Федерации в области литературы и искусства (2000), действительный член Российской академии художеств (1995), почётный член Академии изящных искусств города Каррары (Италия, 1989).

## Биография

### Детство
Фамильные корни Ореховых уходят вглубь веков. Дед, прадеды и прапрадеды были кузнецами.
В предвоенные годы жизнь семейства Ореховых сложилась непросто. У матери было две сестры и старший брат Сергей — член правительства. В 1937 году его объявили «врагом народа» и расстреляли. Ореховы в полной мере[что?] испытали судьбу членов семьи «врага народа»: отца исключили из партии, и вновь вступить в её ряды он смог только на фронте.
Интерес к творчеству проявился у Юры Орехова с раннего детства — благодаря воспитанию матери, которая окончила учительские семинары и очень любила рисовать. А первым профессиональным учителем рисования стал его школьный преподаватель — Константин Николаевич Скороходов — выпускник дореволюционного Строгановского училища. По его приглашению Юра Орехов поступил в кружок рисования, где занимался до Великой Отечественной войны.
Когда началась война, 14-летнего Юрия с сестрой и двоюродными братьями отправили в эвакуацию в Оренбург. Через год Юрий вернулся и сразу поступил на военный завод «Электросчетчик» в Мытищах, где проработал по 1945 год в инструментальном цехе, делая минные взрыватели, переговорные устройства для танкистов и летчиков, телефоны. Он стал слесарем-лекальщиком и одновременно учеником вечерней школы.

### Строгановское училище
В августе 1945 года у Ярославского вокзала в Москве Юрий увидел большую афишу-приглашение на учёбу в Строгановское училище. Успешно сдав экзамены, он стал студентом факультета монументально-декоративной скульптуры.
Его первыми учителями были скульпторы А. Л. Малахин и С. Рабинович.

## Творчество

Памятник Александру Бутлерову в Казани

В 1953 году Юрий Орехов окончил Строгановку и приступил к самостоятельной работе скульптора.
Всего в его творческом активе около 30 памятников и скульптурных композиций, установленных в разных городах России и за рубежом. Среди них: Памятник воинам, погибшим в Гражданской и Отечественной войнах, установленный на Мемориальном холме Славы в городе Ялта (1968), памятник Герою Советского Союза Маршалу Советского Союза Ф. И. Толбухину в Ярославле (1972), памятник Бошняку в Советской Гавани (1973), памятник Ю. А. Гагарину в городе Гагарине (1974), Памятник Учителю в Торопце (1974), Памятник великому русскому химику А. М. Бутлерову (1978) и Памятник татарскому революционеру-большевику М. М. Вахитову (1985) в Казани , Памятник-ансамбль Н. С. Лескову в Орле (1980), Памятник-ансамбль, посвященный 1000-летию города Брянска (1985), Памятник Герою Советского Союза В. Д. Корнееву в городе Электросталь (1985), Памятник И. И. Шишкину в городе Елабуге (1986), Памятник И. Е. Репину в городе Чугуеве (1987), Памятник Александру Невскому, установленный в нише собора Александра Невского в штате Нью-Джерси (США, 1989), Памятник дважды Герою Советского Союза С. А. Афанасьеву в городе Клин (1990), Памятник жертвам трагедии в городе Осака (Япония, 1991), Памятник Виктору и Аполлинарию Васнецовым в городе Кирове (1992), Памятник четырежды Герою Советского Союза Маршалу Советского Союза Г. К. Жукову, установленный в Москве у станции метро Каширская (1992), Памятник В. В. Маяковскому, установленный в Государственном музее В. В. Маяковского в Москве (1993), Памятник четырежды Герою Советского Союза Маршалу Советского Союза Г. К. Жукову в Парке Победы на Поклонной горе в Москве (1995), памятники А. С. Пушкину в Минске, Якутске, Вене, Париже (1999) и в Риме (2000) и др.

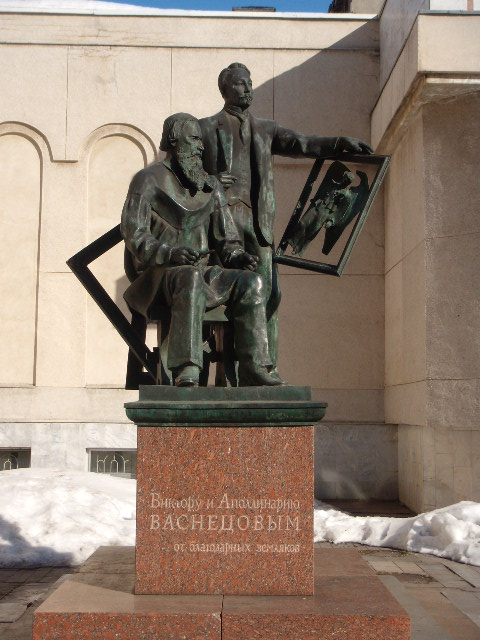
Памятник «Виктору и Аполлинарию Васнецовым от благодарных земляков» перед зданием Вятского художественного музея им. братьев Васнецовых (архитектор С. П. Хаджибаронов)

Много и плодотворно работал Юрий Орехов в области монументально-декоративной скульптуры. Среди его работ в этой области: рельеф «Музыка» (высотный дом на Котельнической набережной в Москве, 1953), аллегорическая фигура «Наука» (дом на Смоленской набережной в Москве, 1955), декоративная композиция «Космос» (Звездный городок, 1976), десять скульптурных композиций «Мир» («Материнство»), «Вся власть Советам», «Мы кузнецы…», «Наука», «Земля», «Хлеб», «Тыл», «Рабочий», «Красная армия», «Отечественная война» (Мраморный зал в Кремле, 1983) и др.
С большим удовольствием Орехов работал в области мемориальной скульптуры. Этот вид пластики был интересен ему своей камерностью. Мемориальные доски, изготовленные скульптором, установлены на многих улицах Москвы и других городов. Среди них: Ю. А. Гагарину (Байконур, 1974), А. Н. Косыгину (Москва, ул. Грановского, 1980-е годы), академику И. Артоболевскому (Москва, ул. Тверская, 1980-е годы), народному артисту СССР А. В. Свешникову (Москва, ул. Тверская, 1980-е годы), народному артисту России А. А. Миронову (Москва, ул. Петровка, 22/2, 1988), Маршалу Советского Союза Г. К. Жукову (Москва, ул. Знаменка, 1991), народному артисту СССР Н. А. Крючкову (1999), народному артисту СССР С. Ф. Бондарчуку (2000).
Ю. Г. Ореховым сделано более 40 надгробий на Новодевичьем, Ваганьковском, Введенском, Кунцевском и Новом Донском кладбищах Москвы. Это надгробия академику РАН Ю. А. Овчинникову (1990), художнику В. Бялыницкому-Бируле (1958), художнику Д. А. Налбандяну (1955), скрипачу Л. Б. Когану (1987), композитору Е. Птичкину (1997), народным артистам А. А. Миронову (1988), Е. Н. Гоголевой (1994), Н. А. Крючкову (1998), И. С. Козловскому (1998), Изабелле Юрьевой, памятник-надгробие погибшим защитникам Белого дома (1992) и др.

Последняя работа Юрия Орехова — памятник Пушкину в Баку

Ещё одна сторона таланта Ю. Орехова — его скульптурные портреты классиков мировой художественной культуры: П. И. Чайковского (1968), Н. В. Гоголя (1971), А. С. Пушкина (1974), И. В. Гёте (1975), Н. Паганини (1980), Г. Ф. Генделя (1980), Н. С. Лескова (1981), И. С. Тургенева (1981), Ф. И. Шаляпина (1981), К. С. Станиславского (1981), И. Е. Репина (1985), А. Блока (1997) и др.
Творчество скульптора получило широкое признание в нашей стране и за рубежом. Он удостоен золотой медали ВДНХ СССР за скульптурную композицию А. С. Пушкин (1972), первой премии на Международном симпозиуме скульпторов в Вышних Ружбахах (Чехословакия) за композицию «Элегия» (1973), первой премии на Международном симпозиуме скульпторов в Хойесверде (Германия) за композицию «Счастье» (1975), первой премии на Творческом пленэре в Бургасе (Болгария) за скульптурную композицию «Кирилл и Мефодий» (1978), первой премии на Международном симпозиуме по скульптуре на Кубе за композицию «Спящая волна» (1983). В 1980 году ему было присвоено звание заслуженного художника РСФСР.
В 1975 году Ю. Г. Орехов был избран председателем художественно-экспертного совета по скульптуре Художественного фонда РСФСР. Позже — заместителем председателя правления Московского отделения Союза художников РСФСР, председателем художественно-экспертного совета Министерства культуры СССР.
С 1995 года Ю. Г. Орехов принимал деятельное участие в работах по воссозданию храма Христа Спасителя в Москве в качестве руководителя восстановления его скульптурного убранства. По его инициативе было создано товарищество «Скульптор», куда вошли более 50 талантливых скульпторов из разных городов России. Для храма Христа Спасителя в творческой мастерской Ю. Г. Орехова было воссоздано 48 скульптурных композиций, из которых 8 многофигурных. Среди них горельеф «Преподобный Дионисий благословляет князя Пожарского и гражданина Минина на освобождение Москвы от поляков», который расположен на северном фасаде храма Христа Спасителя, а также архангел Варахиил с цветами в руке и архангел Иегудиил с венцом в руке, расположенные над правой оконной аркой выступа на западном фасаде, горельефы «Рождество Христово» и «Святитель Стефан Пермский в епископском облачении с хартией пермского письма», расположенные на восточном фасаде храма.
В 2001 году в столице Азербайджана, в городе Баку был установлен памятник Александру Пушкину работы Орехова.
Скончался 18 июля 2001 года. Похоронен на Кунцевском кладбище Москвы.

## Награды и звания

Могила Орехова на Кунцевском кладбище Москвы.

- Орден Почёта (30 мая 1997 года) — за заслуги перед государством, большой вклад в укрепление дружбы и сотрудничества между народами, многолетнюю плодотворную деятельность в области культуры и искусства[3].
- Народный художник РСФСР (26 августа 1988 года) — за заслуги в развитии советского изобразительного искусства[4].
- Заслуженный художник РСФСР (21 ноября 1980 года) — за заслуги в области советского изобразительного искусства[5].
- Премия Президента Российской Федерации в области литературы и искусства 2000 года (25 апреля 2001 года)[6].
- Ленинская премия (1984).
- Государственная премия СССР (1982).
- Премия Союзного государства в области литературы и искусства за 2009—2010 годы (10 декабря 2009 года, посмертно) — за произведения литературы и искусства, вносящие большой вклад в укрепление отношений братства, дружбы и сотрудничества между государствами-участниками Союзного государства[7]
- Действительный член Российской академии художеств (1995).
- Почётный член Академии изящных искусств города Каррары (Италия, 1989).
- Золотая медаль Российской академии художеств (1997).
- Серебряная медаль Академии художеств СССР (1988).

Ю. Г. Орехов был вице-президентом Российской академии художеств, академиком-секретарем отделения скульптуры Российской академии художеств, членом секции изобразительного искусства комиссии при Президенте РФ по Государственным премиям РФ, членом комиссии по премиям мэрии Москвы в области литературы и искусства, членом экспертно-консультативного совета по монументально-декоративному искусству при Правительстве РФ, председателем президиума Фонда содействия скульпторам России.

## Память
28 сентября 2004 года в Москве был открыт Музей «Творческое наследие академика Юрия Орехова», разместившийся в части особняка, где находилась его мастерская (Земледельческий переулок, дом 9, строение 2). Основу коллекции составили как памятники, так и модели произведений скульптора, галерея портретов видных деятелей культуры, друзей и родных художника, станковая пластика разных лет, инструменты, которыми работал мастер. Организатором музея выступил сын Орехова, Григорий, генеральный директор Фонда содействия скульпторам России «Скульптор».
в 2005 году Музеем «Творческое наследие академика Юрия Орехова» и Фондом содействия скульпторам России «Скульптор», при участии Российской академии художеств, в целях сохранения и развития культурного потенциала и поддержки талантливых молодых скульпторов, была учреждена премия имени Ю. Г. Орехова «Золотой орех». Грецкий орех был символом Юрия Орехова, его он изображал на своих скульптурах. Вручение номинантам премий и наградных знаков в виде позолоченного ореха традиционно осуществляется Президентом РАХ Зурабом Церетели.